# Oopsis bougainvillei
Oopsis bougainvillei là một loài bọ cánh cứng trong họ Cerambycidae.